# Deauville Pro-Am
De Deauville Pro-Am is een golftoernooi voor teams bestaande uit een golfprofessional en drie amateurs.
De eerste editie is van 3-5 mei 2011. De organisatie is in handen van de PGA Benelux en Active Golf & Thalasso en maakt deel uit van de Benelux Golf Tour.

## De formule
Er wordt drie dagen lang door 41 teams gespeeld op drie verschillende banen: Golf Barrière de Deauville, Golf d' Houlgate en Golf Barrière de Saint-Julien. Er wordt in teamverband gespeeld, terwijl ook de professionals voor hun eigen score spelen. Het totale prijzengeld is € 20.400, waarvan de winnaar € 5.000 krijgt. Bovendien kan de winnaar zich kwalificeren voor de Telenet Trophy of het KLM Open.
Bij de Pro-Am wordt gespeeld om de beste twee van de drie scores. Voor de Pro-Am is een teamdagprijs en een teamprijs na drie dagen.

## Winnaars
- 2011:  Laurent Richard
- 2012:  Sébastien Delagrange (-2)
- 2013:  Fabien Marty (-4), play-off gewonnen van Laurent Richard
- 2014:  Hugues Joannes (-12)